# 新敖德萨 (乌克兰)
新敖德薩（烏克蘭語：Нова Одеса，羅馬化：Nova Odesa，發音：[noˈwɑ oˈdɛsɐ] ⓘ）是乌克兰尼古拉耶夫州尼古拉耶夫區新敖德萨市镇内的城市及该市镇的行政中心，2020年7月18日前为新敖德薩區的行政中心。該市位於南布格河左岸，距離州府尼古拉耶夫45公里，始建於1776年，面積20.65平方公里，海拔高度15米，2022年人口数量为11,510人。

## 图集

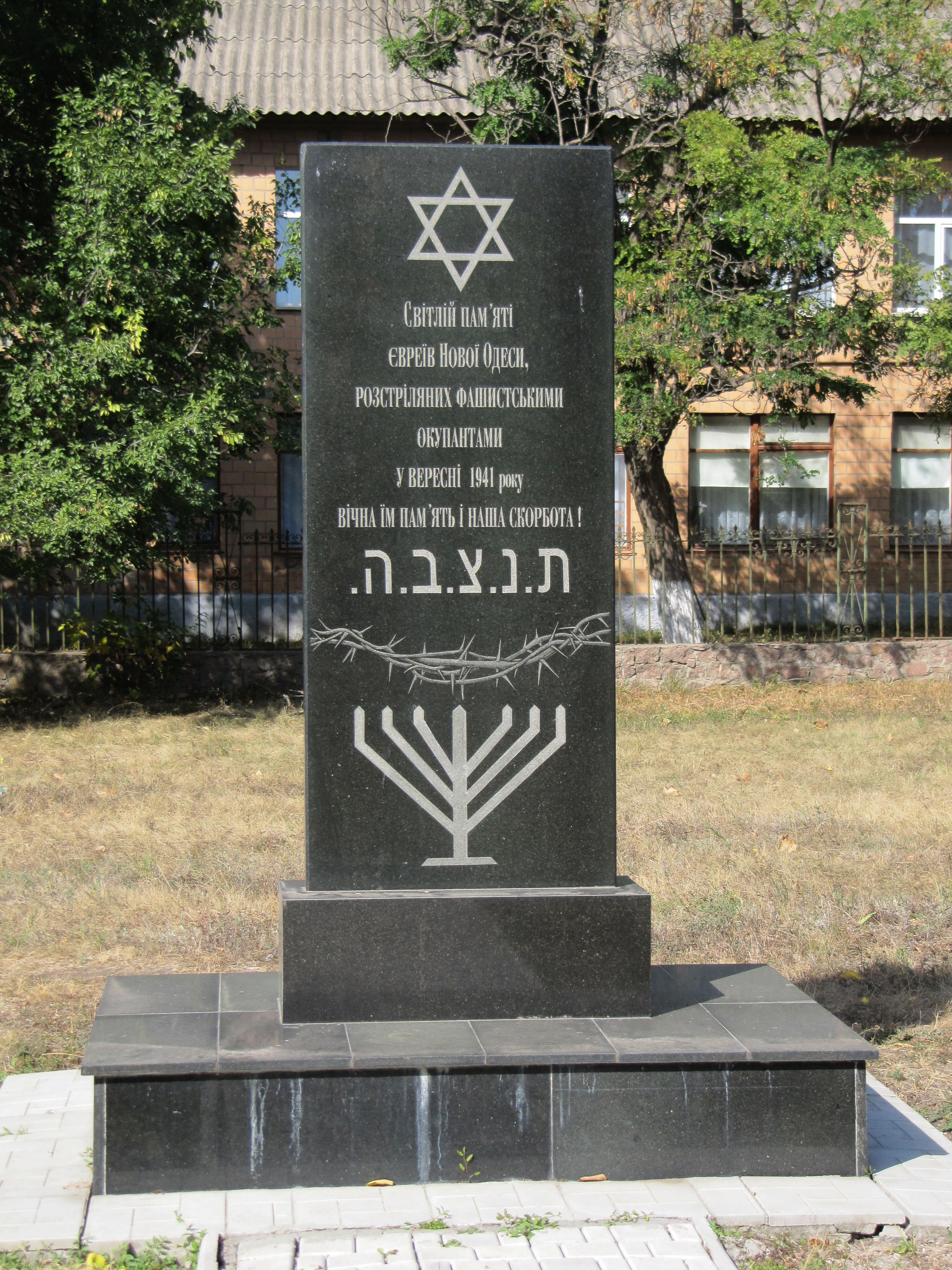
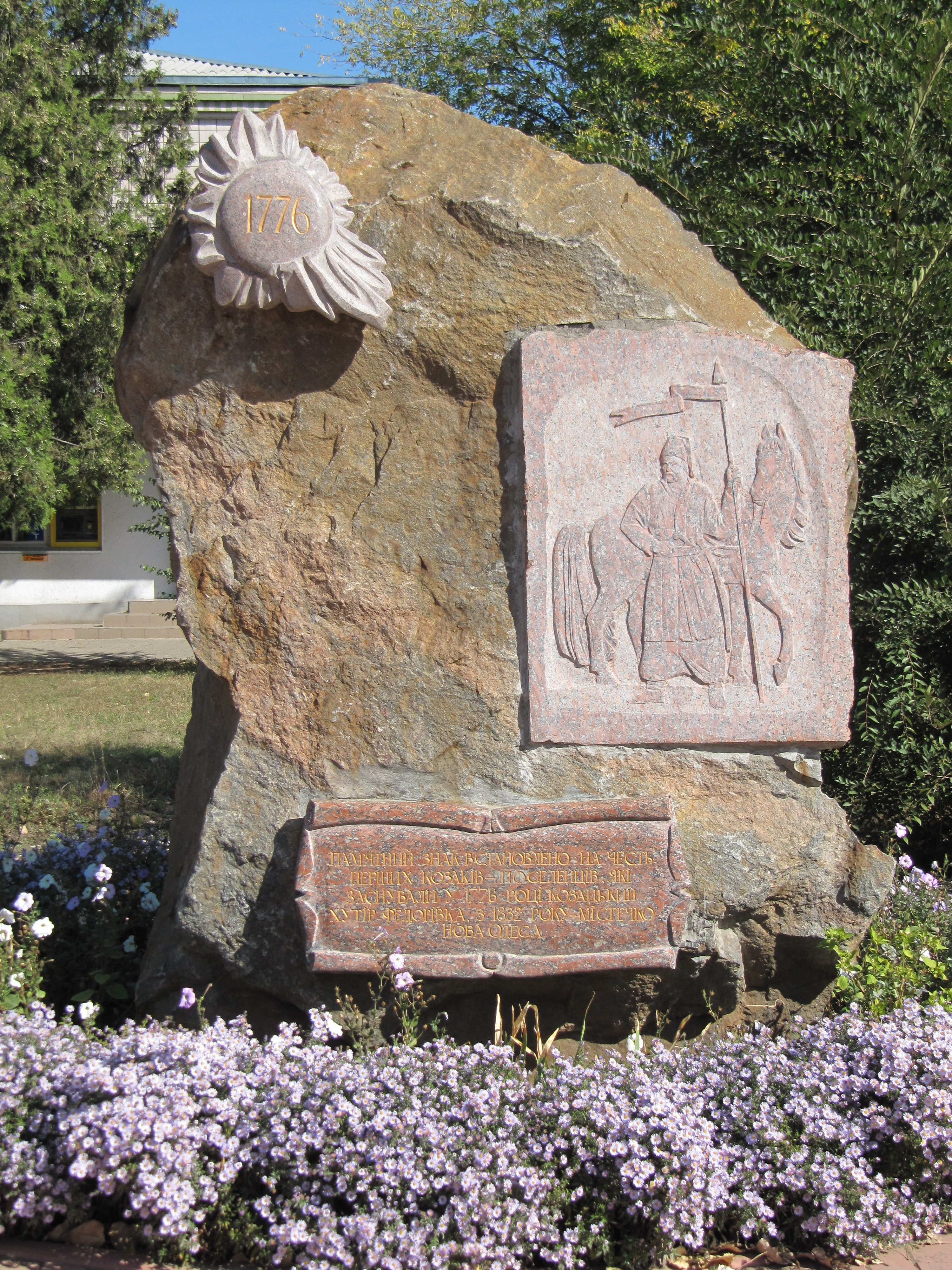
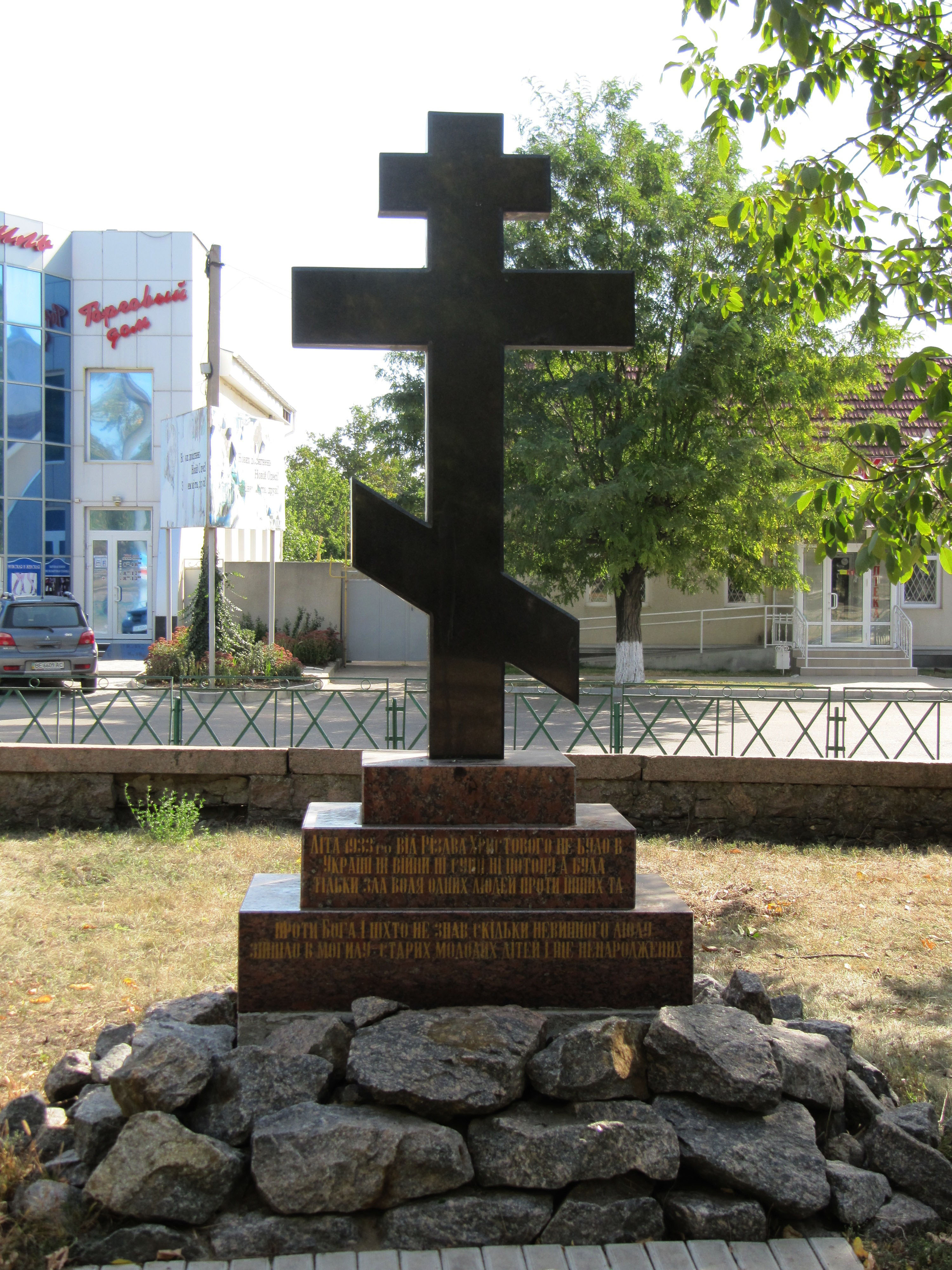
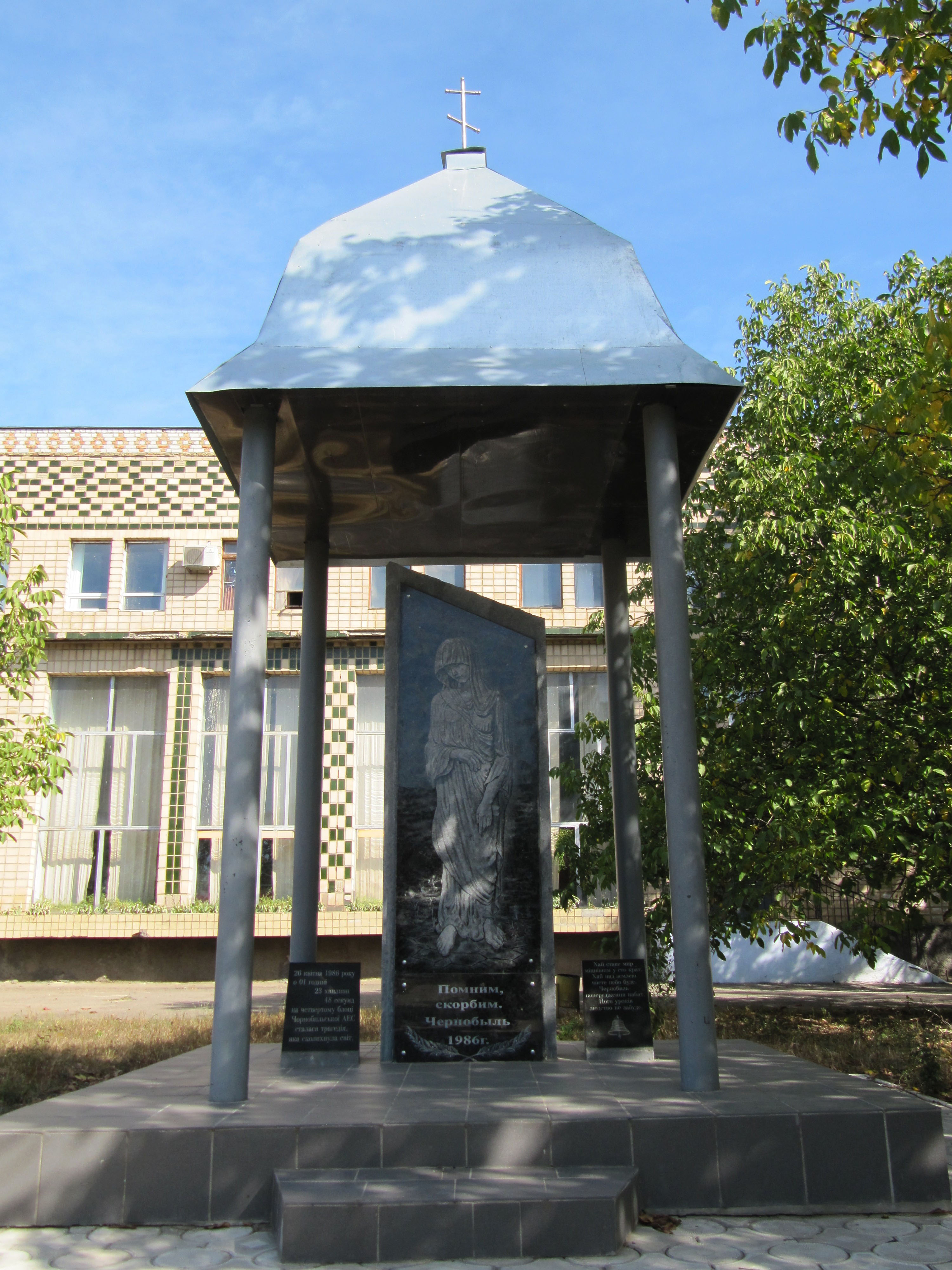
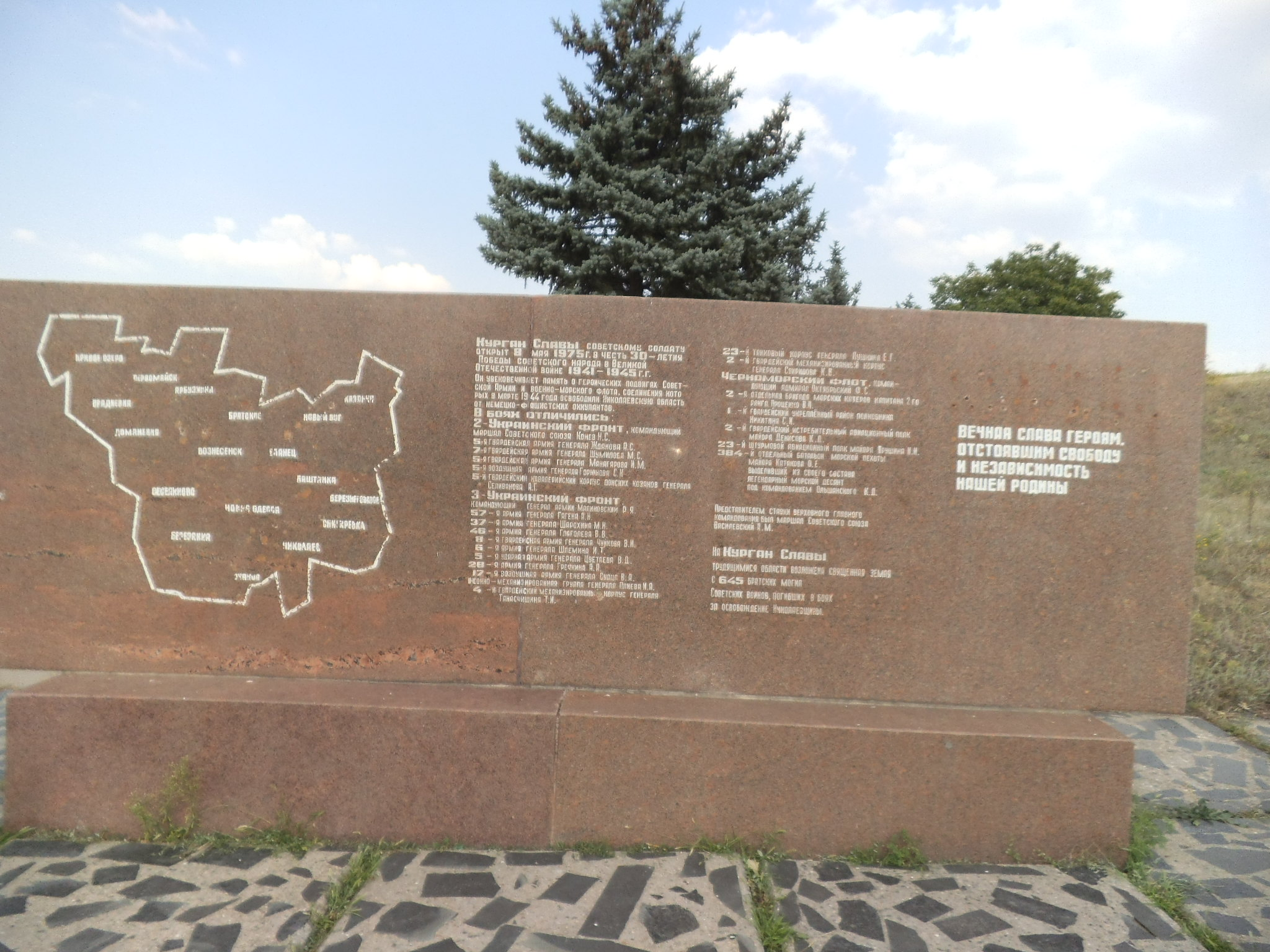
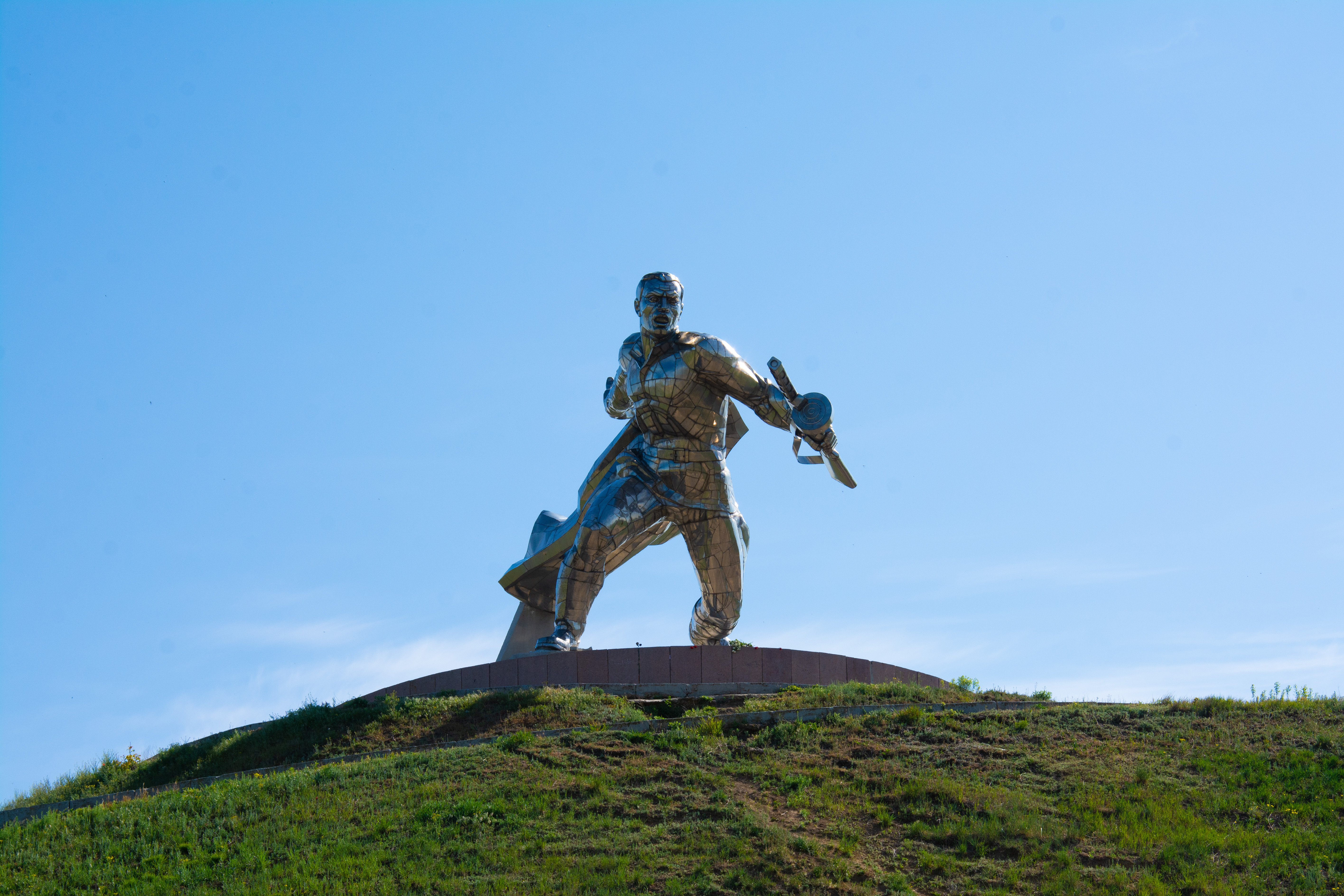
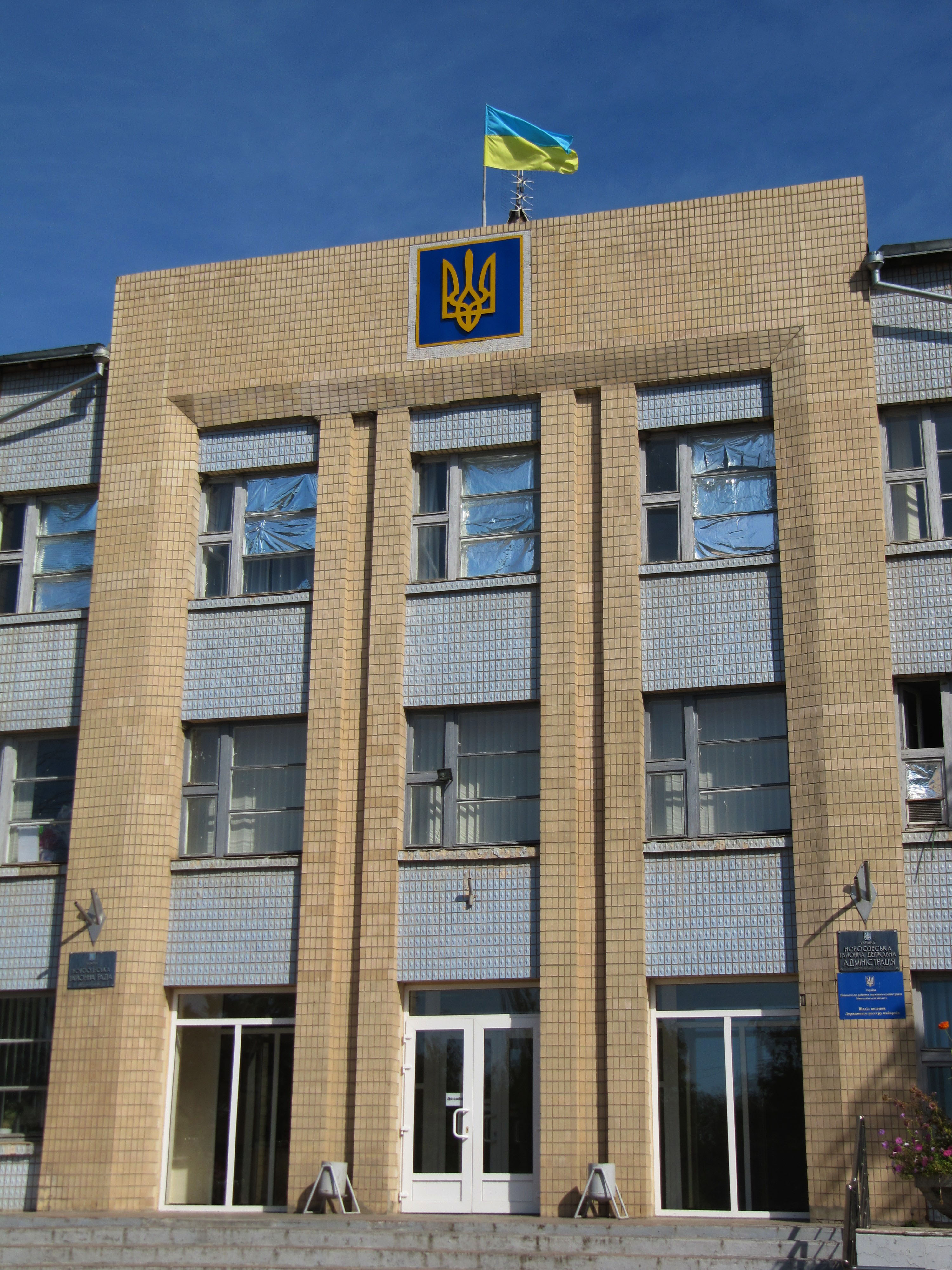

## 來源
1. ↑  周定国 (编). . . 中国对外翻译出版公司. NLC 003756704.[]
2. ↑   (PDF).   [2023-03-14]. （原始内容存档 (PDF)于2022-08-10）.